# Janina Pelcowa
Janina Pelcowa (ur. 7 marca 1903 w Parczewie, zm. 17 marca 1988 w Warszawie) – pedagog, bibliotekarz, bibliograf.

## Życiorys
W okresie międzywojennym pracowała jako nauczycielka w Białymstoku, Wilnie i Grodnie. W 1933 doktorat na Uniwersytecie Warszawskim. W czasie II wojny światowej brała udział w tajnym nauczaniu. Po powstaniu warszawskim wywieziona na roboty przymusowe w Niemczech. Po powrocie do kraju zatrudniona w administracji Politechniki Śląskiej i Politechniki Wrocławskiej.
W latach 1947–1952 pracowała w Bibliotece Uniwersyteckiej w Łodzi, gdzie zorganizowała i prowadziła Dział Nabytków; równocześnie asystentka w Katedrze Bibliotekoznawstwa Uniwersytetu Łódzkiego prof. Jana Muszkowskiego.
Od 1952 pracowała w Instytucie Bibliograficznym Biblioteki Narodowej w Warszawie, zajmując się normalizacja bibliograficzną.

## Najważniejsze publikacje
- Normalizacja w zakresie bibliografii. Warszawa: Centralny Instytut Informacji Naukowo-Technicznej i Ekonomicznej, 1971.
- Druga ogólnokrajowa narada bibliografów, Warszawa, 20 VI 1966 r.; referaty i dyskusja. Warszawa: Biblioteka Narodowa, 1967.
- Polskie normy bibliograficzne. Warszawa: Stowarzyszenie Bibliotekarzy Polskich, 1977.
- Polskie normy bibliograficzne 1975-1978. Warszawa: Stowarzyszenie Bibliotekarzy Polskich, 1981.
- Bibliografia zawartości „Przeglądu Bibliotecznego”. Wrocław: Zakład Narodowy im. Ossolińskich, 1978.
- hasła w Encyklopedii wiedzy o książce (Wrocław: Ossolineum, 1971), Encyklopedii współczesnego bibliotekarstwa polskiego (Wrocław: Ossolineum, 1976).